# توماش تورشتنسن
توماش تورشتنسن (انگلیسی: Thomas Thorstensen; ۱۸ مهٔ ۱۸۸۰ – ۱۸ ژوئن ۱۹۵۳) ژیمناست هنری اهل نروژ بود.